# Mikołaj Nesterowicz
Mikołaj Nesterowicz, również Kola Nesterowicz (ur. 18 kwietnia 1941 w Orli, zm. 25 maja 2003 w Warszawie) – polski operator filmowy i telewizyjny, fotograf, fotoreporter, dziennikarz.

## Życiorys
Urodził się w Orli na Podlasiu, jako pierwsze dziecko Heleny i Mikołaja – nauczyciela i artysty-malarza. Od wczesnej młodości przejawiał zainteresowanie fotografią oraz rysunkiem. Uczęszczał do Liceum Ogólnokształcącego z Białoruskim Językiem Nauczania im. Bronisława Taraszkiewicza w Bielsku Podlaskim. Ukończył filologię rosyjską w Wyższej Szkole Pedagogicznej w Opolu (obecnie Uniwersytet Opolski) oraz kierunek operatorski prestiżowego moskiewskiego WGIK-u (dawniej Wszechzwiązkowy Państwowy Uniwersytet Kinematografii, obecnie Wszechrosyjski Państwowy Uniwersytet Kinematografii im. S.A. Gierasimowa). Po ukończeniu studiów filologicznych przez krótki czas nauczał języka rosyjskiego, następnie rozpoczął współpracę z ośrodkami telewizyjnym w Szczecinie i w Warszawie.
Na początku lat 70. pracował w zawodzie reportera – w roli dziennikarza z kamerą był zagranicznym korespondentem Polskiego Radia i Telewizji w ZSRR. Swoje filmowe relacje wysyłał z najodleglejszych krańców Związku Radzieckiego – Sachalina, Kamczatki, Czukotki, a nawet z Bieguna Północnego. Po powrocie do kraju nadal związany był z Telewizją Polską, współpracował również przy produkcjach BBC, NHK, Canal+, ARTE.
Mikołaj Nesterowicz był jednym z najwybitniejszych, najbardziej cenionych polskich operatorów kina dokumentalnego. Jego dorobek twórczy obejmuje zdjęcia do kilkuset pełno- i krótkometrażowych filmów dokumentalnych, reportaży, felietonów oraz innych form filmowych, w tym do wielokrotnie nagradzanych, ważnych obrazów jak „Prezydent”, „Defilada” (film o dyktaturze w Korei Północnej), „Kiniarze z Kalkuty”, „Taniec trzcin” w reżyserii Andrzeja Fidyka, czy „Trzynastka”, „Arizona”, „Oni” Ewy Borzęckiej. Współpracował też z innymi wybitymi twórcami kina i telewizji – Ireną i Jerzym Morawskimi, Hanną Kramarczuk, Haliną Miroszową, Waldemarem Karwatem, Krystianem Przysieckim, Stanisławem Szwarc-Bronikowskim. Szczególny tandem artystyczny tworzył z pochodzącą z Podlasia reżyserką i scenarzystką Tamarą Sołoniewicz. Tematem większości ich filmów była Białostocczyzna i jej mieszkańcy.
Przez cale życie, równolegle do twórczości filmowej, oddawał się pasji fotografowania. Archiwum zdjęć jego autorstwa liczy kilkadziesiąt tysięcy klatek. W 2017 roku niewielka część spuścizny fotograficznej filmowca trafiła do zbiorów Archiwum Fotografii Ośrodka KARTA.
Mikołaj Nesterowicz w 2002 r. został odznaczony Srebrnym Krzyżem Zasługi nadanym przez Prezydenta RP.
Zmarł w Warszawie w 2003 roku. Spoczywa na cmentarzu prawosławnym w rodzinnej Orli.

## Życie prywatne
Był mężem dziennikarki radiowej Elwiry Kruszyńskiej-Nesterowicz. Jego synem jest filmowiec i fotografik Piotr Nesterowicz.

## Twórczość

### Filmografia
- „Kambodża – czas obłędu i nadziei” 1986 reż. Hanna Kramarczuk
- „Pocztówka z Nieba” 2006 reż. Piotr Nesterowicz
- „Obudzić Olę” rok produkcji 2002 reż. Alina Mrowińska
- „Serce z węgla” 2001 reż. Irena i Jerzy Morawscy
- „Śmierć Zygielbojma” 2000 reż. Dżamila Ankiewicz
- „Taniec trzcin” 2000 reż. Andrzej Fidyk
- „Tatarzy w Polsce” 1999 reż.Tamara Sołoniewicz
- „Zablokowani” 1999 reż. Maria Dłużewska
- „Nie sąd cię skaże pedofilu” 1998 reż. Athena Sawidis
- „Katarzyna Kobro rzeźbiarka” 1998 reż. Hanna Kramarczuk
- „Kiniarze z Kalkuty” 1998 reż. Andrzej Fidyk
- „Arizona” 1997 reż. E.Borzęcka
- „13” 1996 reż. E.Borzęcka
- „Carnaval, the biggest party In the Word” 1995 reż. Andrzej Fidyk
- „Sex, kłamstwa i Jerzy Kosiński” 1995 reż. Agnieszka Piotrowska
- „Russian striptease” 1994 reż. Andrzej Fidyk
- „Krzyk puszczy” 1994 reż. Tamara Sołoniewicz
- „Już niepotrzebni” 1994 reż. Tamara Sołoniewicz
- „Sen Staszka w Teheranie” 1993 reż. Andrzej Fidyk
- „Melodia duszy” 1993 reż. Tamara Sołoniewicz
- „Bazrach – czyli sen o wolnym kamieniu” 1992 reż. Waldemar Karwat
- „Mein Warschau? Jahre danach” 1992 reż. Andrzej Falber
- „Jezioro pełne łez” 1991 reż.Tamara Sołoniewicz
- „Przez” 1991 reż. Waldemar Karwat
- „Defilada” 1989 reż. Andrzej Fidyk
- „Żertwa” 1988 reż.Tamara Sołoniewicz
- „Paryż miasto kontrastów” 1988 reż. Andrzej Fidyk
- „Moskwa” 1987 reż. Tadeusz Kraśko
- „Siłaczka z Goran” 1987 reż. Tamara Sołoniewicz
- „Noc w pałacu” 1986 reż. Andrzej Fidyk
- „Angkorwat – historia w kamieniu” 1986 reż. Hanna Kramarczuk
- „Kresowa ballada” 1985 reż. Tamara Sołoniewicz
- „Prezydent” 1985 reż. Andrzej Fidyk
- „Życie zamknięte na kłódkę” 1984 reż. Hanna Kramarczuk
- „Tyś nam obiecał ziemię sprawiedliwą” 1982 reż. Hanna Kramarczuk, Halina Miroszowa

### Wystawy fotograficzne indywidualne
- „Kobiety świata” (DK Łosice, 2018; GOKSiT, Korycin 2016; Muzeum i Ośrodek Kultury Białoruskiej, Hajnówka, 2015; Muzeum Podlaskie w Białymstoku Oddział w Bielsku Podlaskim, 2003)
- „Druga płeć, trzeci świat”, Muzeum Ignacego Paderewskiego w Łazienkach Królewskich, Warszawa 2003

## Galeria
Fotografie Mikołaja Nesterowicza z cyklu „Kobiety Świata”:

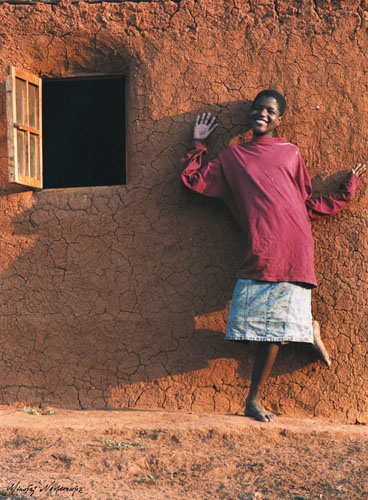
Bohaterka filmu Taniec trzcin (Suazi 1999)
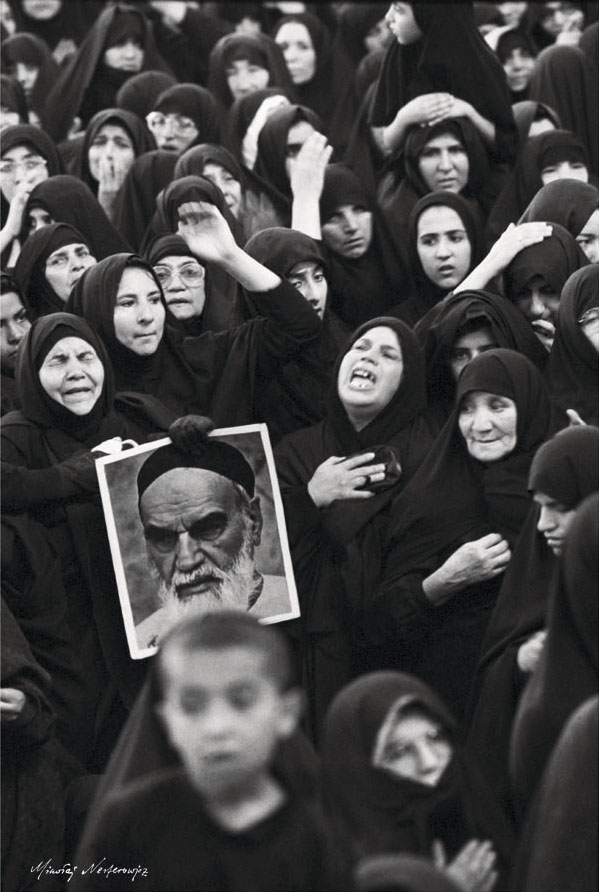
Obchody rocznicy śmierci ajatollaha Chomejniego (Teheran 1992)
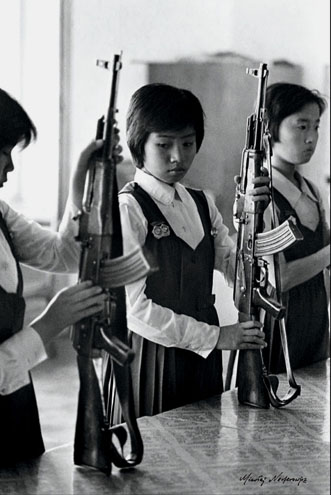
Lekcja w szkole (Korea Północna 1989)
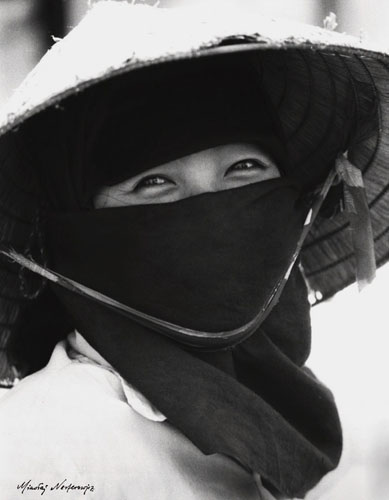
Sprzedawczyni kapeluszy (Wietnam 1986)
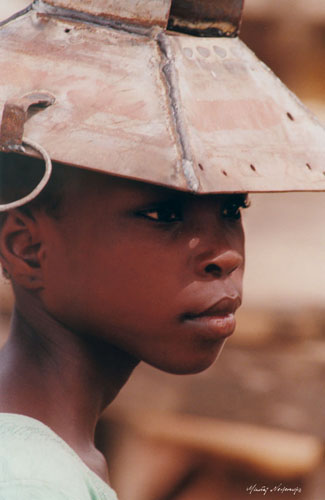
Dziewczyna w metalowym nakryciu głowy (Suazi 1999)
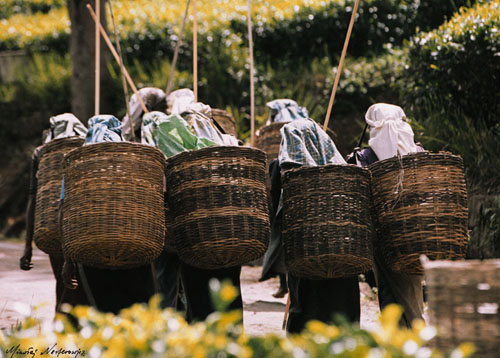
Zbieraczki herbaty (Sri Lanka 2002)